# Raimund von Klebelsberg
Raimund von Klebelsberg (* 14. Dezember 1886 in Brixen, Österreich-Ungarn; † 6. Juni 1967 in Innsbruck) war ein österreichischer Geologe und Hochgebirgsforscher. 1919 hieß er nach dem österreichischen Adelsaufhebungsgesetz Klebelsberg.

## Leben und Forschertätigkeit
Raimund Wilhelm Werner von Klebelsberg zu Thumburg stammte aus der altadeligen Familie Klebelsberg. Er studierte Geologie an den Universitäten München und Wien, wo er 1910 mit einer paläontologischen Dissertation promoviert wurde.
1913 nahm von Klebelsberg als Geologe an der ersten Pamir-Expedition des Deutschen und Österreichischen Alpenvereins (DuÖAV) in West-Turkestan teil, wodurch seine Aufmerksamkeit auf die Hochgebirgsforschung gelenkt wurde. Klebelsberg blieb dem Alpenverein immer treu verbunden. Von 1934 bis 1938 war er erster Vorsitzender des DuÖAV. In dieser Funktion befürwortete er den Anschluss Österreichs und rechtfertigte den Ausschluss jüdischer Bergsteiger. Zwischen 1918 und 1964 leitete er den AV-Gletschermessdienst.
Während des Ersten Weltkriegs leistete Klebelsberg aktiven Militärdienst. 1915 erlangte er im Fronturlaub in Innsbruck seine Habilitation. 1919 begann sein Dienst an der Universität Innsbruck. 1921 wurde er zum außerordentlichen Professor ernannt und trat die Nachfolge von Josef Blaas als Leiter des Instituts für Geologie und Paläontologie an, 1925 folgte das Ordinariat. Klebelsberg war im Studienjahr 1933/34 und während der Zeit des Nationalsozialismus von 1942 bis zum Ende des Zweiten Weltkriegs Rektor der Universität Innsbruck. In der Verbotszeit der NSDAP in Österreich galt er als Kollaborateur des Netzwerkes nationalsozialistischer Dozenten der Universität Innsbruck. Am 17. Mai 1938 beantragte er unter Verweis auf seine Förderung junger nationalsozialistischer Wissenschaftler in Österreich die Aufnahme in die NSDAP und wurde rückwirkend zum 1. Mai desselben Jahres aufgenommen (Mitgliedsnummer 6.296.196). 1943 verfügte er noch am Tag der Hinrichtung von Christoph Probst am 22. Februar im Münchner Gefängnis Stadelheim dessen Studienausschluss. Nach dem Krieg wurde er des Amtes enthoben und erst 1949 als ordentlicher Professor in aller Form mit voller Rehabilitierung wiederbestellt. Klebelsberg blieb auch nach 1945 ein Antisemit: In seinen 1953 veröffentlichten Erinnerungen brachte er seine Abneigung gegenüber Menschen jüdischer Herkunft zum Ausdruck. Seine Emeritierung erfolgte 1958.
Die Hauptgebiete seiner wissenschaftlichen Tätigkeit waren die regionale Geologie von Tirol, die Geologie der Alpen und insbesondere die Glazialgeologie. Er verfasste über 600 Publikationen, begründete zwei Fachzeitschriften – 1923 die Buchreihe „Schlern-Schriften“, 1950 die neue „Zeitschrift für Gletscherkunde und Glazialgeologie“ – und gab diese bis zu seinem Lebensende alleine heraus.
1949 widmete das Tiroler Landesmuseum Ferdinandeum Klebelsberg eine Festschrift. Im antarktischen Grahamland trägt der Klebelsberg-Gletscher seinen Namen. Zudem wurde 1981 das Realgymnasium in Bozen nach ihm benannt. 1986 wies der Historiker Leopold Steurer auf die nationalsozialistische Vergangenheit des Namensgebers der Schule hin. Nach erbittert geführten Debatten trennte sich die Schule 2000 vom Namen „Raimund von Klebelsberg“.

## Auszeichnungen
- Mitglied der Österreichischen Akademie der Wissenschaften
- Mitglied der Deutschen Akademie der Naturforscher Leopoldina in Halle
- Mitglied der Bayerischen Akademie der Wissenschaften
- Ehrenzeichen des Landes Tirol
- Ehrendoktorat der Universität Heidelberg
- Albrecht-Penck-Medaille

## Schriften (Auswahl)
- Beiträge zur Geologie Westturkestans, 1922
- Südtiroler geomorphologische Studien: die Höhen zwischen Eisak- und Sarntal (Villanderer Alpe – Ritten) (= Veröffentlichungen des Tiroler Landesmuseums Ferdinandeum 1), Innsbruck 1922 (Digitalisat)
- Die Obergrenze der Dauersiedlung in Südtirol (= Schlern-Schriften. Band 1). Wagner, Innsbruck 1923
- Geologischer Führer durch die Südtiroler Dolomiten, 1928
- Das Bozner Land (Alpenlandschaften 3), Wien 1930
- Geologie von Tirol, 1935
- Handbuch der Gletscherkunde und Glazialgeologie, 1948/49
- Durch Tirol nach dem Süden (= Schlern-Schriften. Band 225), 2. Auflage. Wagner, Innsbruck 1971, ISBN 3-7030-0019-8